# Conure couronnée
Eupsittula aurea
Espèce
Statut de conservation UICN

 LC  : Préoccupation mineure
Statut CITES
La Conure couronnée (Eupsittula aurea, anciennement Aratinga aurea) est une espèce d'oiseaux de taille plutôt modeste (environ 26 cm).

## Description
Le plumage présente une dominante verte, plus claire au niveau des parties ventrales. Le front est rouge doré nuancé de bleu. Les cercles oculaires sont jaunes et les iris rouges. Le bec est noir et les pattes grisâtres.
Les rémiges et les couvertures primaires sont bleues chez les adultes et azur chez les jeunes qui présentent une coloration générale plus claire et des iris gris.

## Habitat
Cette espèce fréquente les forêts secondaires bordant le bassin du fleuve Amazone et le Cerrado.

## Taxinomie
Suivant une étude phylogénique de Remsen et al. (2013), le genre Aratinga est entièrement redéfini pour être monophylétique. Le Congrès ornithologique international répercute ces changements dans sa classification de référence version 3.5 (2013), et la Conure couronnée est déplacée vers le genre Eupsittula.
D'après le Congrès ornithologique international, c'est une espèce monotypique (non divisée en sous-espèces). Une sous-espèce a, un temps, été reconnue par Howard & Moore (2e édition, 1991), mais n'est plus reconnue par aucune autorité taxinomique depuis.

## Galerie

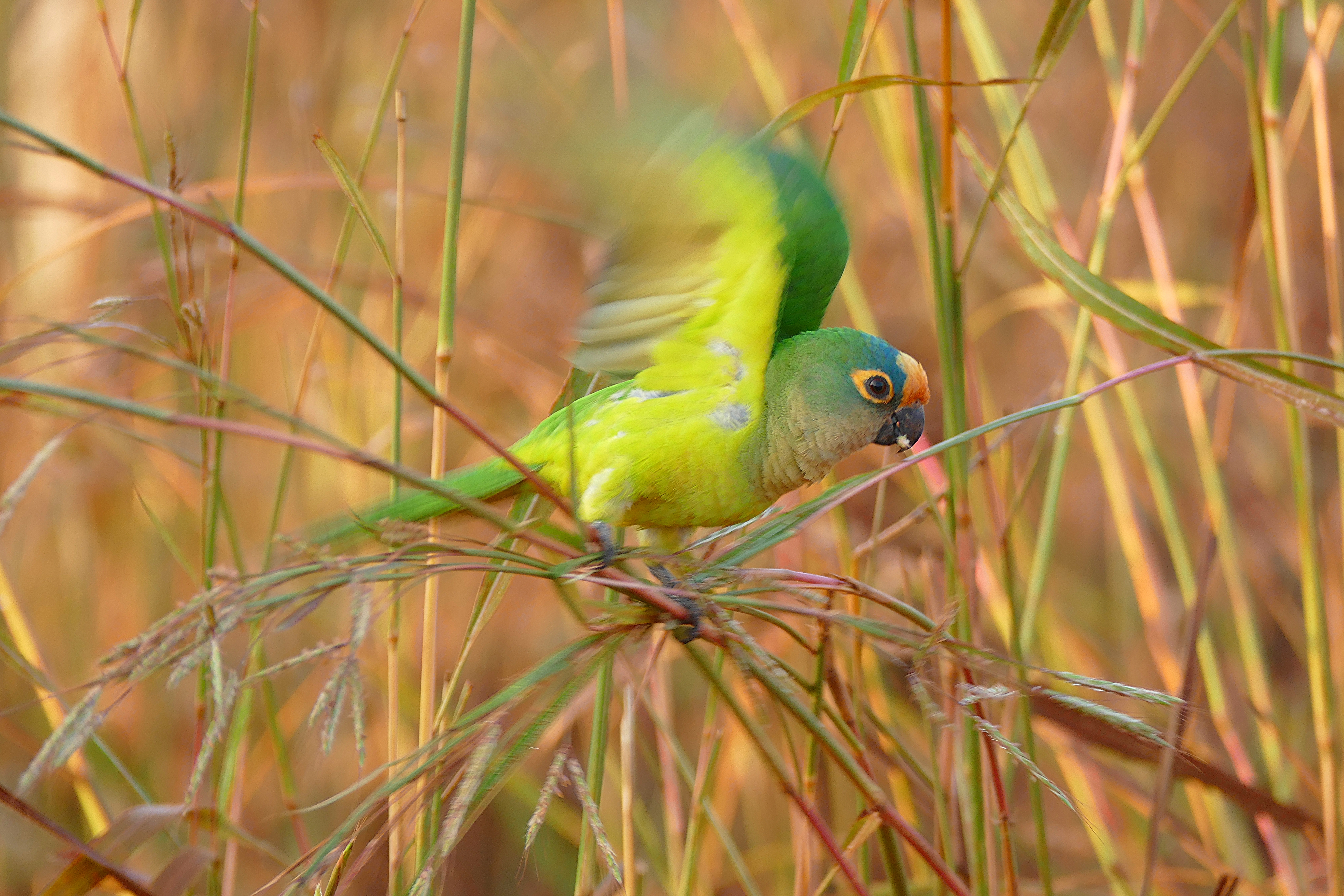
Envol
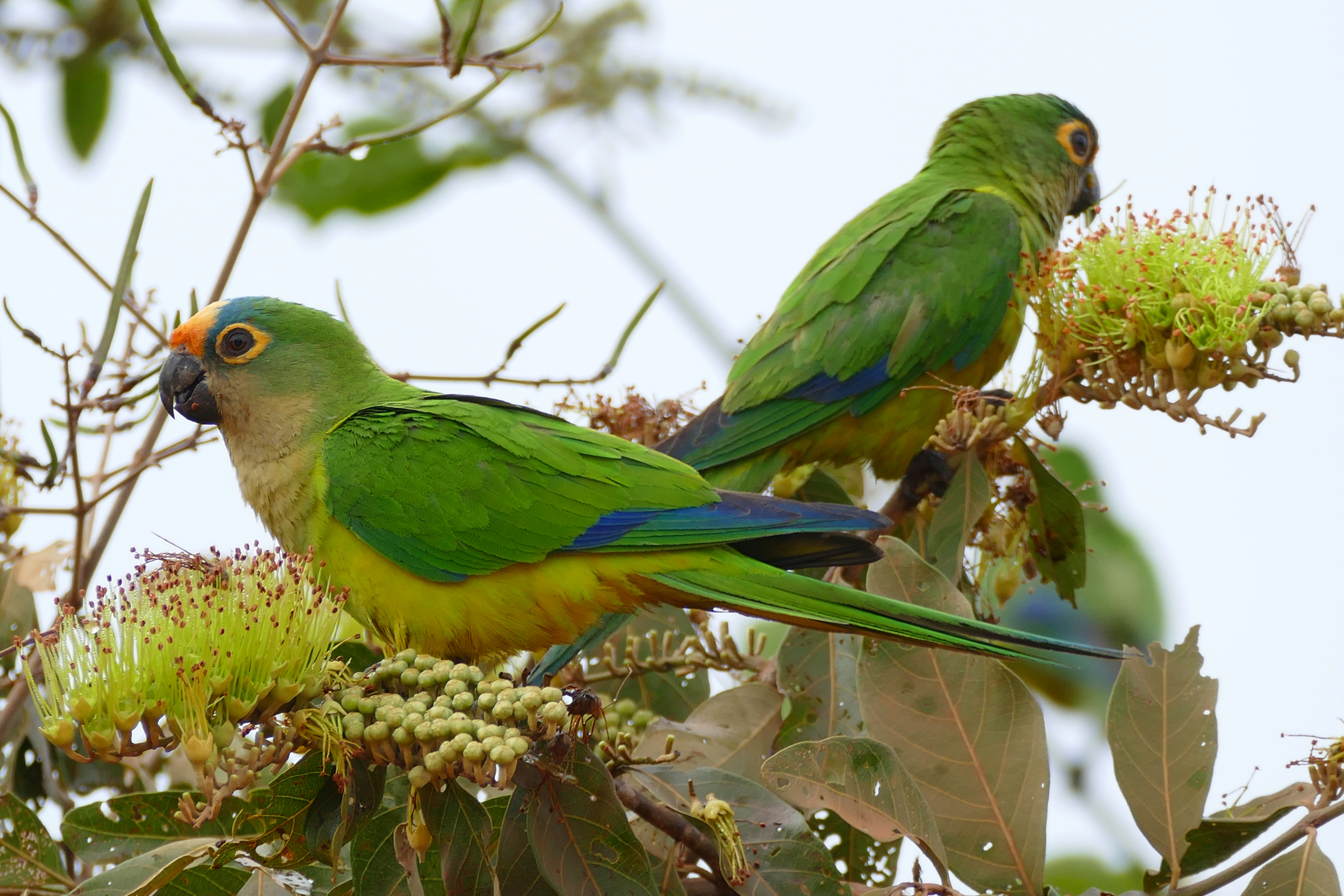
Mangeant des fleurs de Combretum lanceolatum
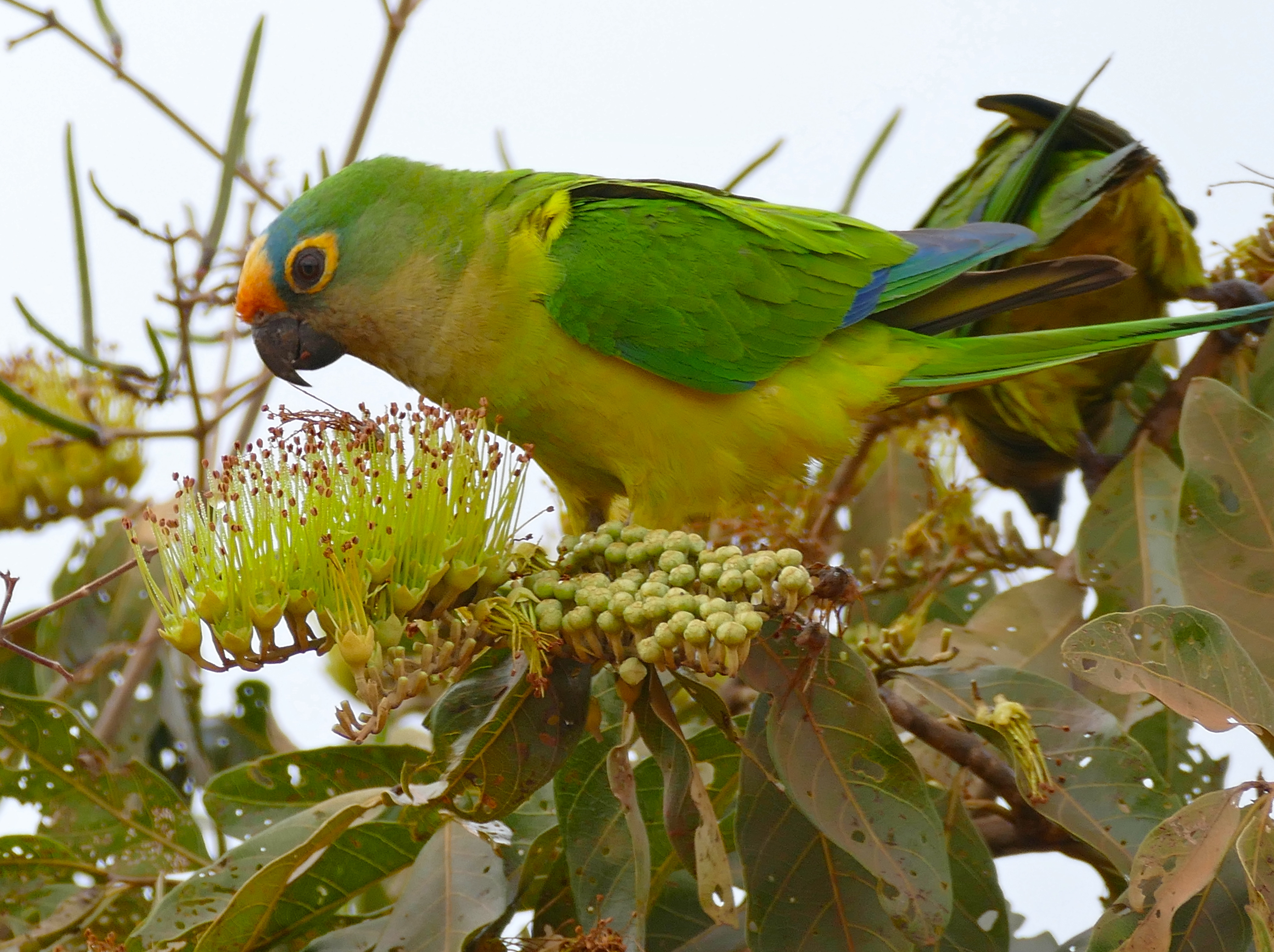
Mangeant des fleurs de Combretum lanceolatum

## Source
- Mario D. & Conzo G. (2004), Le grand livre des perroquets, de Vecchi, Paris, 287 p.